# Teobald d'Arle
Teobald d'Arle (850/860-juny de 887/895), que apareix també com Teodobald, Teotbald, Tibald o Thibaut d'Arles, fou comte d'Arle (Provença).
Teobald d'Arles fou fill d'Hucbert anomenat Hucbert d'Arle, abat de Saint-Maurice d'Agaune a Valais (vers 830 - Orbe 864/866); pertanyia a la família anomenada dels Bosònides que va formar la primera dinastia de Borgonya.

## Biografia
Teobald es va casar el 879, probablement amb 19 anys, amb Berta (filla il·legítima de Lotari II rei de Lotaríngia) amb la que va tenir dos fills i dues filles: 
- Hug d'Arle (c.882-†947), comte i marquès de Provence, rei carolingi d'Itàlia i rei de Borgonya Cisjurana amb Provença (regent del 911 al 928 i rei del 928 al 934)
- Bosó d'Arle (885 - †936), comte de Provença (926-931) i marques de Toscana (931-936)
- Teutberga d'Arle (vers 887–† abans de setembre de 948)
- Una filla (?-† després de 924).[4]

Estava entre els borgonyons de l'entorn de Bosó de Provença quan aquest es va establir com a rei a Arle; llavors Bosó va cedir (879) el comtat d'Arle (que abraçava Provença) a Teobald que era el seu cosí probablement després que Bosó fos proclamat rei a Mantaille el 15 d'octubre del 879
Els Annales Vedastini informen que Teutbaldum filium Hucberti (Teobald, fill d'Hucbert) fou greument ferit per Enric a la batalla d'aquest contra el tirà Bosó, el 880, i va córrer el rumor de la seva mort. Segons Jean-Pierre Poly aquesta batalla es va lliurar prop d'Attigny (Ardenes).
Amb el seu aliat Hug, fill bastard de Lotari II de Lotaríngia, conegut com a Hug el Bastard, fou perseguit per les tropes realistes i es va haver de refugiar a Provença. El 883 estava entre els comtes que donaven suport a la resistència de Bosó de Provença. Després de la derrota dels partidaris de Bosó es van produir revenges contra els seus partidaris i Teobald es va reunir amb el seu cosí a alguna zona de la Borgonya Cisjurana fins que Bosó va aconseguir ser reconegut com a rei per Carles III el Gras a canvi de retre-li homenatge, retornant llavors a Provença. Bosó va morir el 887 i ha documents que proven que Teobald seguia a Provença.
No se sap quan va morir i se situa entre juny del 887 i el 895. La seva vídua Berta es va casar vers el 895 amb el marquès Adalbert II de Toscana. No se sap la data del casament però Adalbert consta ja casat amb Berta el 898.

## Genealogia
```
Hucbert
 (fill de 
Bosó l'Antic
) (?-?), abat de Saint-Maurice en Valais
└─casat amb X
│
└─
Teobald d'Arle
 
(família dels 
Bosònides
)

└─ casat amb Berta (filla de Lotari II) (?-†
925
).
│ 
├─
Hug d'Arle
 (vers 
882
-†
947
), 
comte d'Arles
, rei de Borgonya Cisjurana i Provença (regent 911-928, rei 928-934) i rei d'Itàlia (
926
-
945
). 
(família dels 
Bosònides
)

├─
Bosó d'Arle
 (
885
-†
936
) 
(família dels 
Bosònides
)

├─
Teutberga d'Arle
 (vers 
880
/
890
-†abans de setembre de 
948
), casada amb Garnier (†6 de desembre de 
924
), 
│ vescomte de Sens i comte de Troyes 
│ 
└─Filla X ?
```